# Mimatossa flavolineata
Mimatossa flavolineata là một loài bọ cánh cứng trong họ Cerambycidae.